# Беллинсгаузен, Фаддей Фаддеевич
Фадде́й Фадде́евич Беллинсга́узен (нем. Fabian Gottlieb Benjamin von Bellingshausen; 18 (29) августа 1779, мыза Лагентаге (ныне деревня Лахетагузе), остров Эзель, Лифляндская губерния — 13 (25) января 1852, Кронштадт, Санкт-Петербургская губерния) — русский мореплаватель, адмирал (1843), один из первооткрывателей Антарктиды. Действительный член Русского географического общества с 19 сентября (1 октября) 1845 года.

## Биография
По происхождению — балтийский немец из остзейского дворянского рода Беллингсгаузенов. Родился 18 (29) августа 1779 года на мызе Лагентаге (нем. Lahentagge), расположенной на острове Эзель (Лифляндская губерния). У Фаддея был брат-близнец, Отто Вильгельм, однако он скончался от коклюша в полуторагодовалом возрасте.

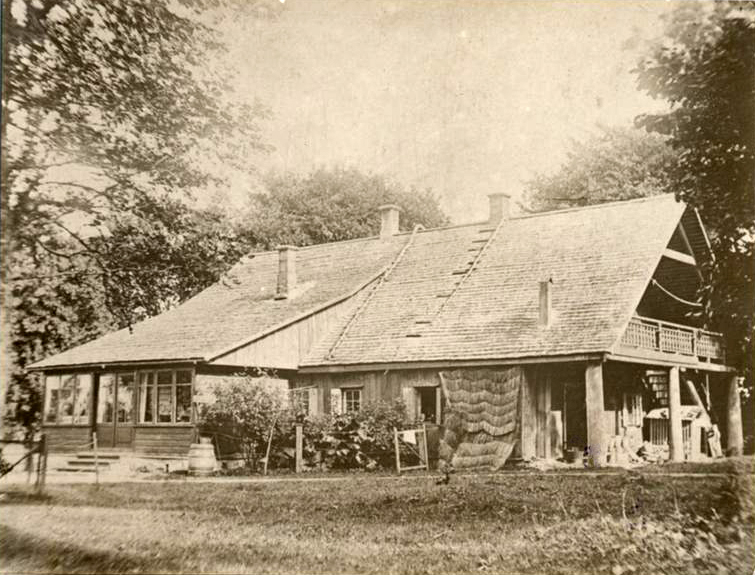
Господский дом мызы Лагентаге в начале XX века

В 1789 году поступил в Морской кадетский корпус в Кронштадте.
В 1795 году, через шесть лет после поступления в Морской корпус, Беллинсгаузен получил свой первый флотский чин — он был произведён в гардемарины. На следующий год он совершил плавание к берегам Англии. 1 мая 1797 года Беллинсгаузен был произведён в мичманы (первый офицерский чин во флоте) и получил назначение в Ревельскую эскадру. На судах эскадры он ходил до 1803 года.
В 1803—1806 годах Беллинсгаузен участвовал в первом кругосветном плавании русских судов на шлюпе «Надежда» под командой Ивана Крузенштерна, куда был рекомендован Главным директором штурманского училища балтийского флота вице-адмиралом П. И. Ханыковым, под командованием которого Беллинсгаузен ранее участвовал в нескольких походах. По окончании плавания Фаддей Фаддеевич произведён в чин капитан-лейтенанта.
Во время англо-русской войны (1807—1812) в кампанию 1809 года на Балтийском море командовал корветом «Мельпомена». На Черноморском флоте с 1812 по 1816 год командовал фрегатом «Минерва», а с 1817 по 1819 годы — фрегатом «Флора».

### Открытие Антарктиды

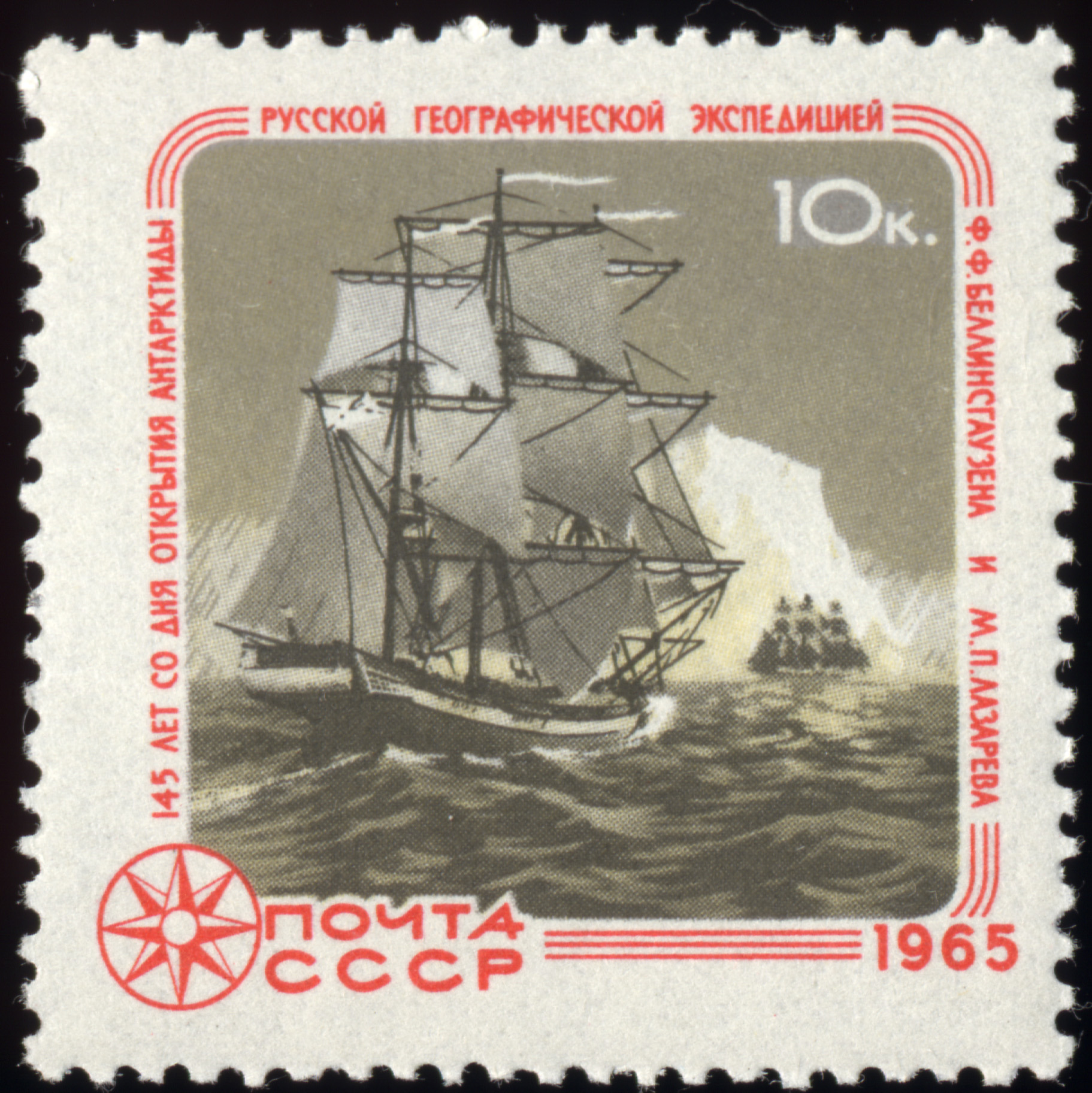
Марка СССР, 1965 г. 145 лет со дня открытия Антарктиды русской географической экспедицией Ф. Ф. Беллинсгаузена и М. П. Лазарева.

В 1819—1821 годах был начальником кругосветной антарктической экспедиции, отправленной в южнополярные моря. Она состояла из шлюпов «Восток» и «Мирный», последним командовал Михаил Лазарев.
Выйдя 4 (16) июля 1819 года из Кронштадта, экспедиция прибыла 2 ноября в Рио-де-Жанейро. Оттуда Беллинсгаузен сперва направился прямо на юг и, обогнув юго-западный берег острова Южная Георгия, открытого Куком, около 56° ю. ш. открыл три острова маркиза де Траверсе, осмотрел Южные Сандвичевы острова, пошёл к востоку по 59° ю. ш. и два раза отправлялся далее на юг, насколько позволяли льды. Достигнув 69° ю. ш., 16 (28) января 1820 года экспедиция открыла Антарктиду; приблизившись к ней в точке 69° 21' 28" ю. ш. и 2° 14' 50" з. д. (район современного шельфового ледника Беллинсгаузена), 21 января (2 февраля) участники вторично видели шельфовый ледник, 5 и 6 (17 и 18) февраля экспедиция подошла почти к леднику. (Всего двумя днями позже Беллинсгаузена, 30 января 1820 года, Антарктиду увидел британский мореплаватель Эдвард Брансфилд. В связи с тем, что он подошёл не только к шельфовым льдам, как Беллинсгаузен, а к гористому острову Тринити, часто считается, что Антарктиду открыл именно Брансфилд.)
Затем в феврале и марте 1820 года шлюпы разделились и пошли в Австралию (порт Джексон, ныне Сидней) по пространству Индийского и Южного океанов (55° шир. и 9° долг.), ещё никем до того не посещённым. Из Австралии экспедиция отправилась в Тихий океан, открыла несколько островов и атоллов (Восток, Симонова, Михайлова, Суворова, Россиян и прочие), посетила другие (Остров Великого Князя Александра) и вернулась в Порт-Джексон (Сидней).
В ноябре 1820 года экспедиция опять отправилась в южнополярные моря, посетив остров Маккуори под 54° ю. ш., к югу от Новой Зеландии. От него шлюпы отправились прямо на юг, затем к востоку и 3 раза пересекали Полярный круг. 10 января 1821 под 70° ю. ш. и 75° з. д. Беллинсгаузен встретил сплошной лёд и должен был пойти на север. В январе 1821 открыл между 68° и 69° ю. ш. остров Петра I и берег Александра I, затем подошёл к Южным Шетландским островам, обогнул их и открыл многие вновь. От Южных Шетландских островов взяли курс на Рио-де-Жанейро, а оттуда — через Атлантический океан в Европу. 24 июля (5 августа) 1821 года после 751-дневного похода экспедиция вернулась в Кронштадт.
Поход экспедиции Беллинсгаузена по справедливости считается одним из самых важных и трудных, когда-либо совершённых. Знаменитый Кук в 1770-х годах первый достиг южнополярных морей и, встретив в нескольких местах сплошной лёд, объявил, что далее его невозможно проникнуть на юг. Ему поверили, и на протяжении последующих 45 лет южнополярные экспедиции не совершались.
Беллинсгаузен доказал неверность этого мнения и сделал чрезвычайно много для исследования южнополярных стран посреди постоянных трудов и опасностей, на двух небольших парусных судах, не приспособленных для плавания во льдах. В ходе экспедиции были открыты материк Антарктида и 29 островов, собраны уникальные естественно-научная и этнографическая коллекции, которые хранятся в Казанском университете, сделаны превосходные зарисовки видов Антарктики и обитающих там животных.
По возвращении из плавания Беллинсгаузен был произведён в чин капитана 1-го ранга, через два месяца в чин капитан-командора и награждён 7 августа 1821 года орденом Святого Владимира 3-й степени, а 16 декабря 1821 года «за беспорочную выслугу, в офицерских чинах, 18-ти шестимесячных морских кампаний» — орденом Святого Георгия 4-й степени. В 1822—1825 годах командовал 15-м флотским экипажем, а затем был назначен генерал-цейхмейстером морской артиллерии и дежурным генералом Морского министерства. 28 сентября 1825 года награждён орденом Святого Владимира 2-й степени. После восшествия на престол императора Николая I Беллинсгаузен был назначен членом комитета для образования флота и в 1826 году произведён в чин контр-адмирала.

### Дальнейшая военная деятельность
С сентября 1826 по июнь 1827 года командовал отрядом кораблей Балтийского флота в составе линейного корабля «Царь Константин» и фрегата «Елена», который действовал в Средиземном море с целью крейсерства и рекогносцировки для будущих действий русской эскадры.
Командуя Гвардейским экипажем, Фаддей Фаддеевич участвовал в Русско-турецкой войне 1828—1829 годов и за отличие при взятии Месемврии и Инады был награждён орденом Святой Анны 1-й степени.
6 декабря 1830 года произведён в чин вице-адмирала и назначен начальником 2-й дивизии Балтийского флота.
В 1831 вышел в свет труд Беллинсгаузена "Двукратные изыскания в Южном Ледовитом океане и плавание вокруг света в продолжение 1819, 1820 и 1821, совершённые на шлюпах «Восток» и «Мирный» (переиздан в 1869). Кроме этого, в этом же году по результатам экспедиции сам адмирал подготовил «Атлас к путешествию капитана Беллинсгаузена».
В 1834 году пожалован орденом Белого орла, а в 1839 году заслуженный моряк был назначен главным командиром Кронштадтского порта и военным губернатором Кронштадта. Ежегодно на время морской кампании Беллинсгаузен назначался командующим Балтийским флотом, за свои заслуги 6 декабря 1840 года награждён орденом Святого Александра Невского с пожалованием через два года алмазных знаков к нему. В 1843 году произведён в чин адмирала и 30 июня 1846 года награждён орденом Святого Владимира 1-й степени.
В 1847 году был удостоен звания генерала, состоящего при Особе Его Величества.

### Семья и дети
При подготовке экспедиции к Антарктиде Фаддей Фаддеевич познакомился с будущей женой — Анной Дмитриевной Байковой (1808—1892), но обвенчались они только после возвращения Беллинсгаузена, в 1826 году. Личную жизнь мужчина связал с совсем юной девушкой — Анна была младше мореплавателя на 30 лет. Она родилась в 1808 году в имении Бурехино Великолукского уезда Псковской губернии в семье мелкого помещика, отставного секунд-майора.
В браке родились 7 детей, из которых выжили только 4 дочери — Элиза, Катарина, Елена и Мария, одна дочь и двое сыновей умерли в младенчестве. Анна, невзирая на то, что супруг был лютеранского вероисповедания, осталась православной. Она много времени посвящала благотворительности и общественной деятельности: помогала церковно-приходской школе, была устроительницей благотворительных вечеров. Это было высоко оценено властями — 30 августа 1848 года Анну наградили меньшим крестом ордена Св. Екатерины, знаки которого на обратной стороне несут надпись на латыни, гласящую «Трудами сравнивается с супругом».
Умер 13 (25) января 1852 года в Кронштадте в возрасте 73 лет, и его смерть стала причиной неподдельной скорби кронштадтцев и служащих флота. Некролог, посвящённый мореплавателю, был напечатан в «Морском сборнике». На его рабочем столе нашли записку — последнюю в жизни. В ней значилось: «Кронштадт надо обсадить такими деревьями, которые цвели бы прежде, чем флот пройдет в море, дабы на долю матроса досталась частица летнего древесного запаха». Похоронен на Кронштадтском лютеранском кладбище, где сейчас установлен его кенотаф, сама могила не сохранилась.
Усадьба Беллинсгаузена находилась в Лопухинке.

## Награды
Российские:
- Орден Святой Анны 2-й степени с алмазными знаками (19.12.1812)
- Орден Святого Владимира 3-й степени (05.08.1821)
- Орден Святого Георгия 4-й степени (16.12.1821)
- Орден Святого Владимира 2-й степени (28.09.1825)
- Орден Святой Анны 1-й степени (09.10.1829)
- Императорская корона к ордену Святой Анны 1-й степени (07.11.1832)
- Орден Белого орла (30.08.1834)
- Орден Святого Александра Невского (06.12.1840)
- Бриллиантовые знаки к ордену Святого Александра Невского (01.07.1842)
- Орден Святого Владимира 1-й степени (30.06.1846)

Иностранные:
- Британский орден Бани
- Французский орден Святого Людовика

## Память
- Именем Беллинсгаузена названы:

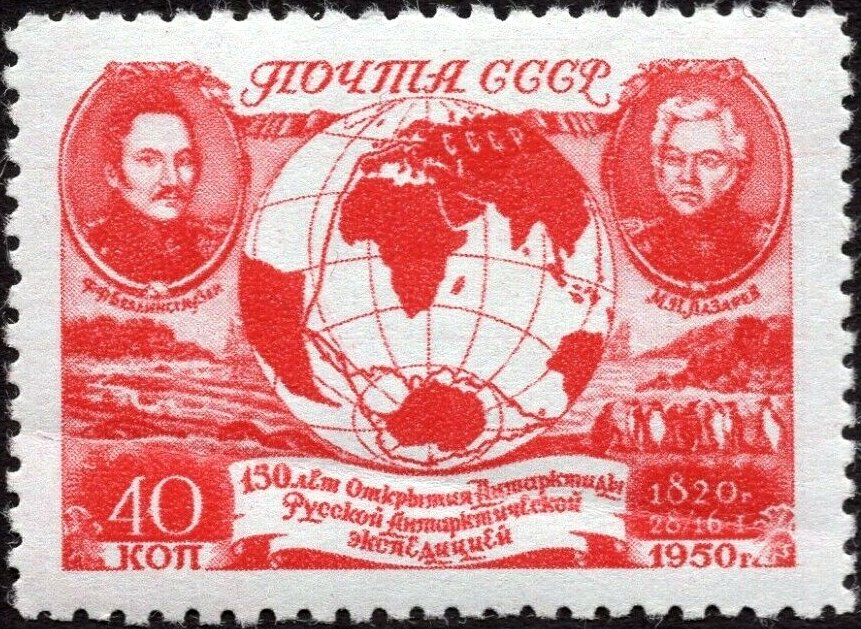
Почтовые марки СССР, 1950 год

  - Море Беллинсгаузена в Тихом океане (открыто в 1821 году экспедицией Беллинсгаузена—Лазарева, название присвоено французским исследователем Антарктиды Ж. Шарко)[21],
  - мыс на Сахалине (мыс открыт в 1805 году экипажем шлюпа «Надежда», тогда же присвоено название по фамилии члена экипажа мичмана Ф. Ф. Беллинсгаузена)[21],
  - остров (атолл) [Моту-Оне] в группе островов Общества (15°30′ ю.ш., 155°00′ з.д., открыт в 1824 году О. Е. Коцебу на шлюпе «Предприятие»)[21],
  - остров в архипелаге Южные Сандвичевы острова (59°25′ ю.ш., 27°03′ з.д., остров открыт в 1820 году экспедицией Беллинсгаузена—Лазарева, название присвоено в 1930 году английским комитетом «Дисковери-II»)[21],
  - остров (ныне исчез) в Аральском море (открыт в 1849 году А. И. Бутаковым)[21];
  - ледник Беллинсгаузена (Земля Королевы Мод, 69°30′ ю.ш., 00°30′ з.д., нанесён на карту в 1961 году Советской Антарктической экспедицией, название присвоено не позже 1965 года)[21],
  - берег Беллинсгаузена в Антарктиде (остров Петра I, 68°47′ ю.ш., 90°30′ з.д., берег открыт в 1821 году экспедицией Беллинсгаузена—Лазарева, название присвоено в 1929 году норвежской экспедицией на судне «Норвегия»)[21],
  - гора Беллинсгаузена в Антарктиде (Земля Виктории, 75°12′ ю.ш., 162°25′ в.д., гора обнаружена в 1901—1904 гг. английской экспедицией Р. Скотта, тогда же было присвоено название)[21],
  - гора Беллинсгаузена на острове Сахалин в заливе Беллинсгаузена[21],
  - залив Беллинсгаузена на острове Сахалин (залив открыт в 1851—1855 гг. участниками Амурской экспедиции)[21]
  - котловина Беллинсгаузена (Тихий океан, субантарктическая часть, 60° ю.ш., 100° з.д. , название котловине присвоено в 1935 г.)[21],
  - мыс Беллинсгаузена в Антарктике (остров Южная Георгия, 54°03′ ю.ш., 37°13′ з.д., название присвоено в 1912—1913 гг. американским натуралистом Р. К. Мерфи)[21],
  - кратер на Луне,
  - астероид главного пояса (3659) Беллинсгаузен[22],
  - советская научная полярная станция Беллинсгаузен в Антарктике[21].
  - океанографическое исследовательское судно Черноморского флота проекта 850 (1965—1995).
- В 1870 году ему воздвигли памятник в Кронштадте. Адмирал изображён в полный рост, без головного убора. Правой рукой опирается на Южный полюс глобуса.
- На мызе Лахетагусе и Пилгусе находятся мемориальные камни Беллинсгаузену, открытые в 1968 году и 1978 году соответственно.
- В 1978 году в Таллине на адресу ул. Пикк 28 в память об адмирале был открыт барельеф.
- В 1994 году Банком России выпущена серия памятных монет «Первая русская антарктическая экспедиция».
- Барельеф на станции метро Адмиралтейская Петербургского метрополитена.
- Изображён на почтовых марках Фолклендских островов, Британской Антарктической территории, Южной Георгии и Южных Сандвичевых островов, СССР, Венгрии (1987).
- 14 января 2020 года ЦБ РФ выпустил в обращение серебряную монету номиналом 3 рубля «200-летие открытия Антарктиды русскими мореплавателями Ф. Ф. Беллинсгаузеном и М. П. Лазаревым»[23].
- В честь 200-летия знаменитой антарктической экспедиции имя адмирала было присвоено эстонской парусно-моторной яхте «Адмирал Беллинсгаузен», приобретенному для целей новой антарктической экспедиции[24].
- В январе 2020 года ЦБ Эстонской Республики выпустил памятную монету номиналом 2 евро «200 лет открытию Антарктиды» с именем руководителя экспедиции «Фабиан Готлиб фон Беллинсгаузен».
- Памятник на антарктической научной станции Беллинсгаузен[25].
- Площадь Беллинсгаузена в Санкт-Петербурге.
- 30 сентября 2021 года памятник Беллинсгаузену был установлен в Рио-де-Жанейро, Бразилия, где адмирал останавливался во время своей экспедиции[26].
- К 2023 году планировалось установить памятник адмиралу на острове Сааремаа, однако в свете российского вторжения на Украину работы были остановлены. КАПО прямо указало на то, что Беллинсгаузен являлся «российским военным»[27].

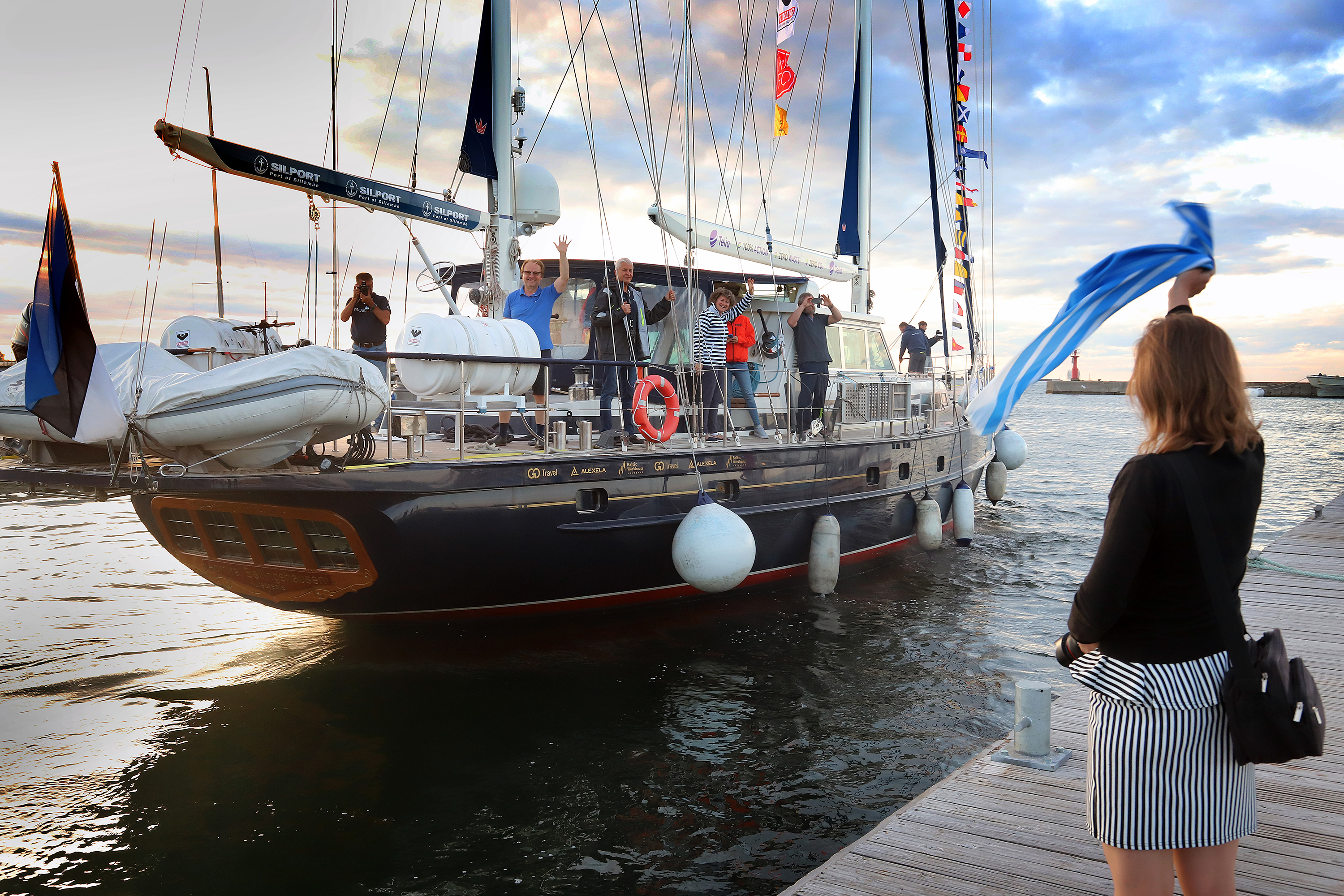
Эстонская моторная яхта «Admiral Bellingshausen»
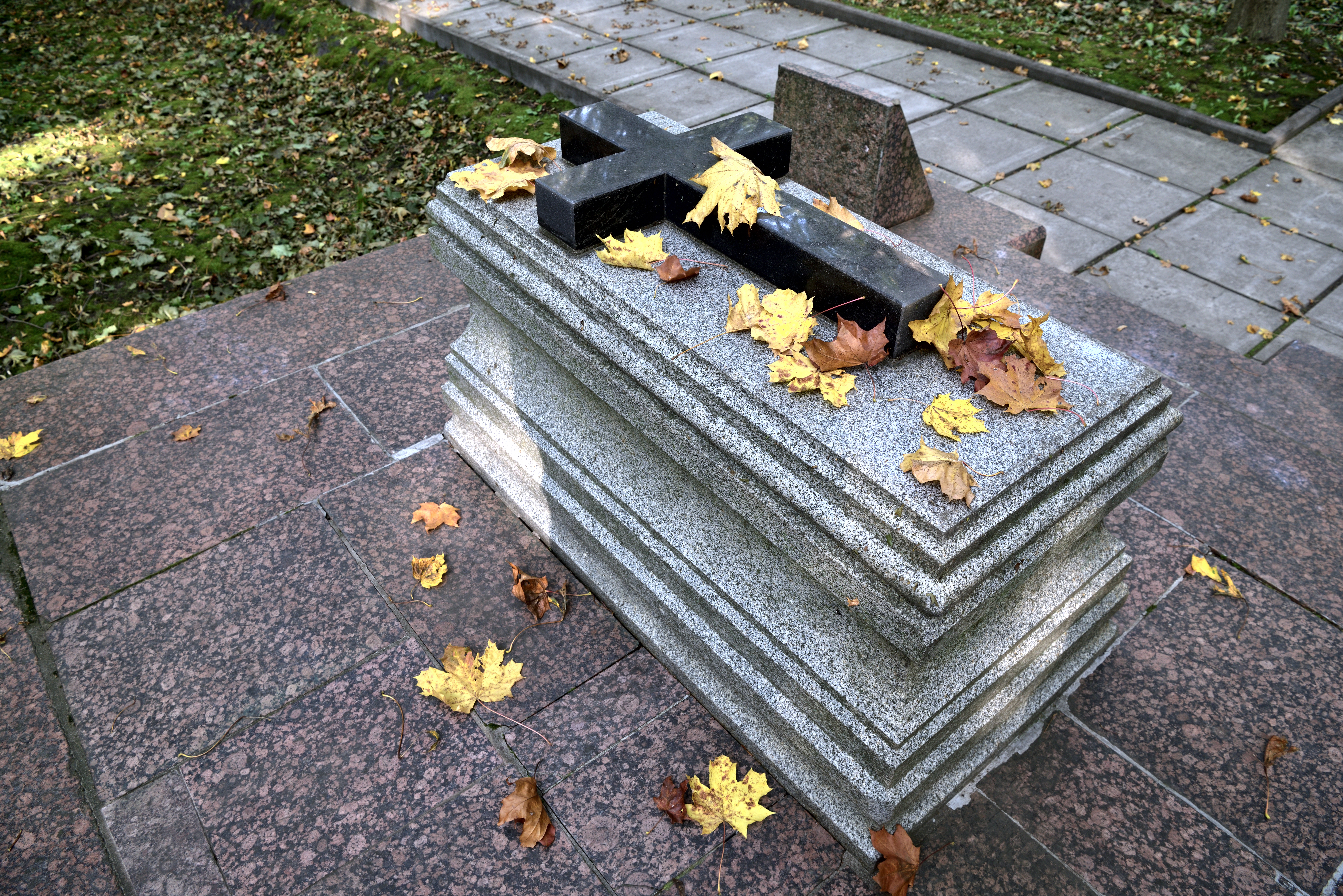
Кенотаф Беллинсгаузена в Кронштадте на Немецком кладбище
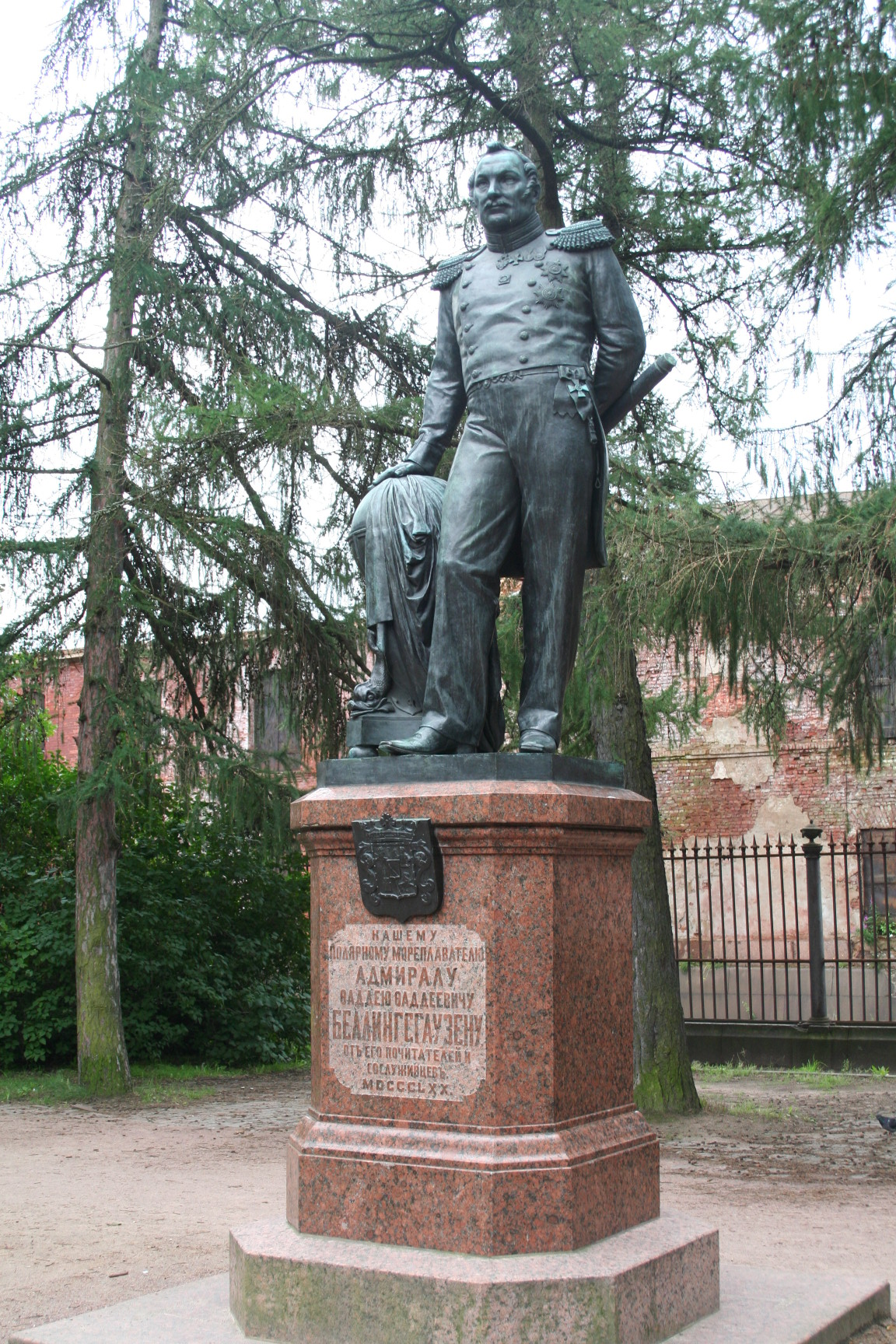
Памятник в Кронштадте
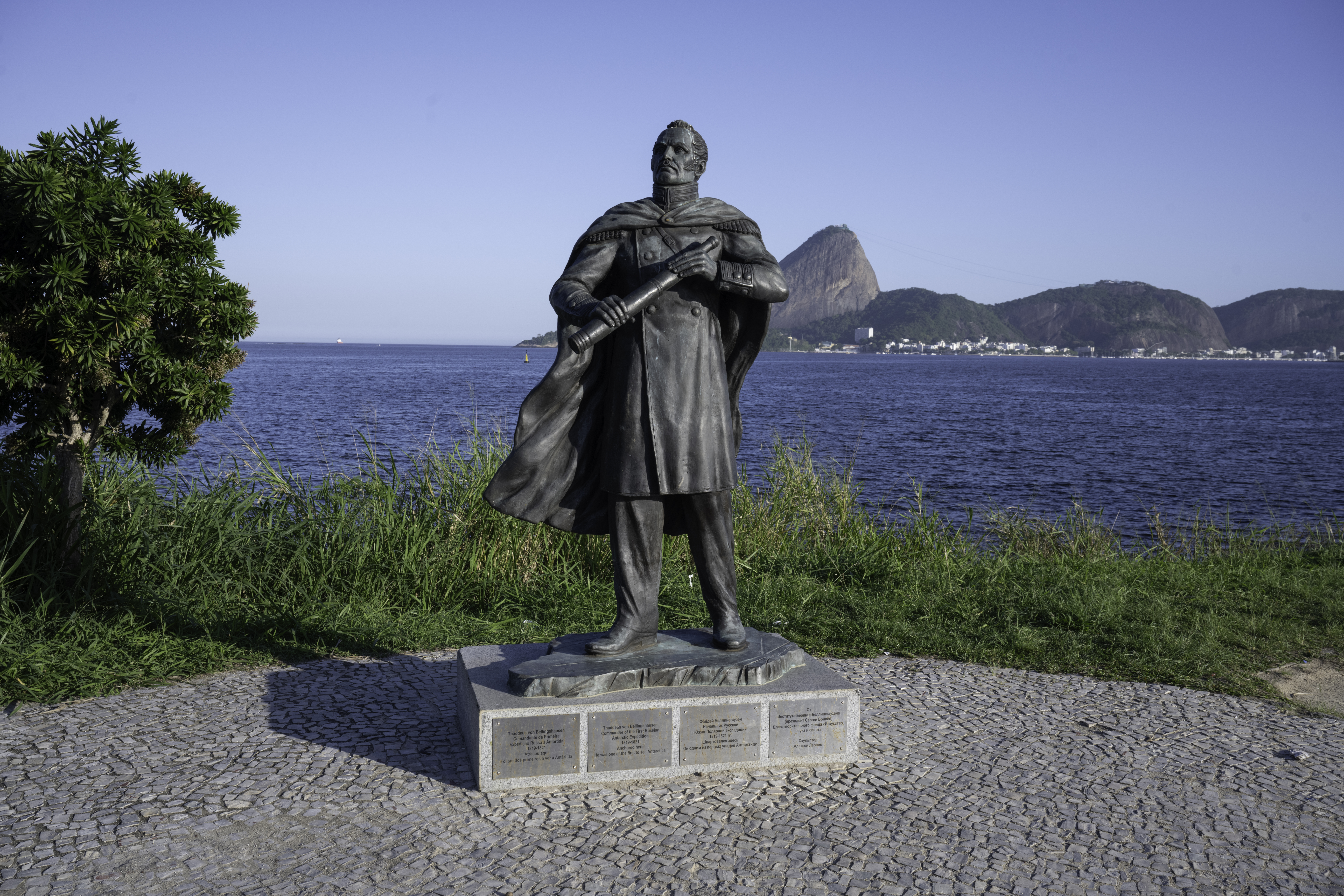
Памятник в Рио-де-Жанейро
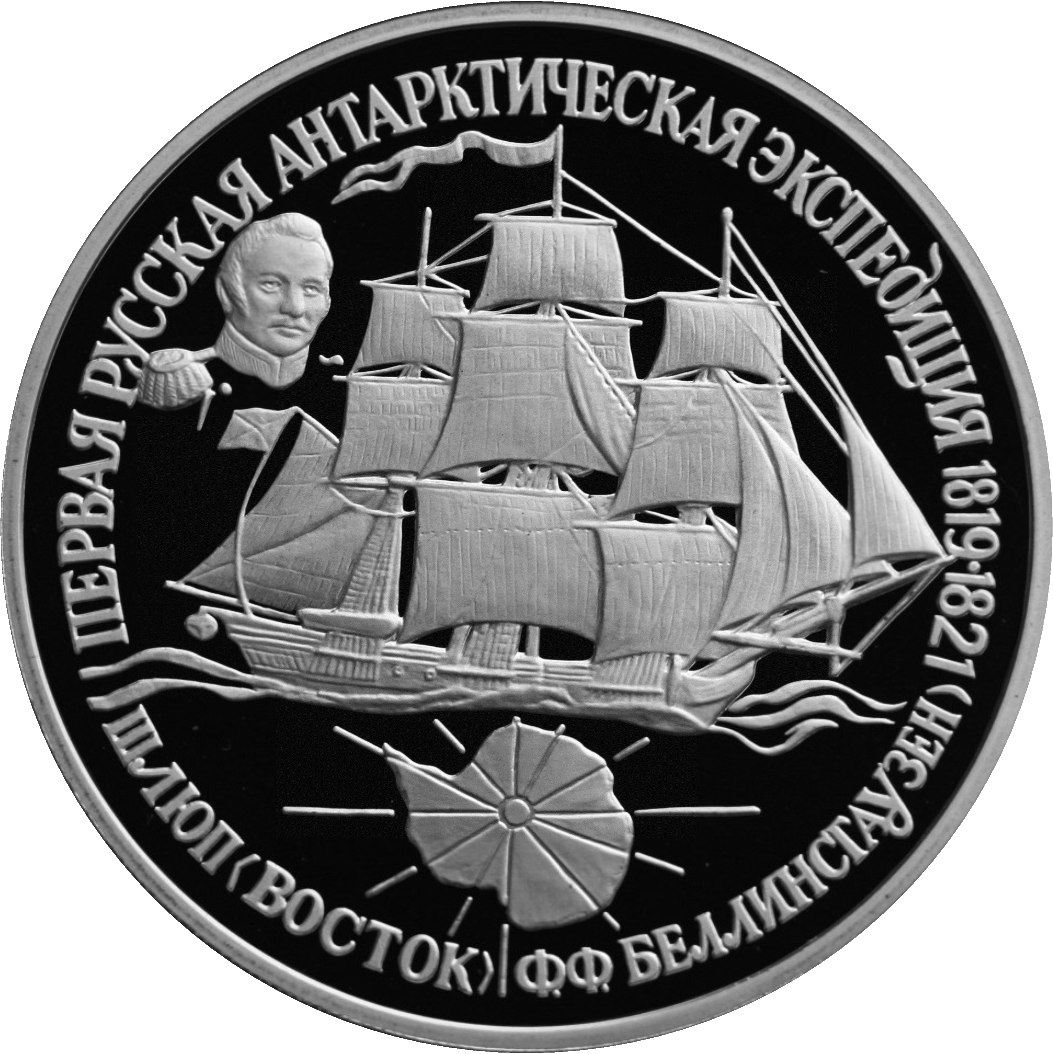
Памятная монета 1994 года, посвящённая антарктической экспедиции
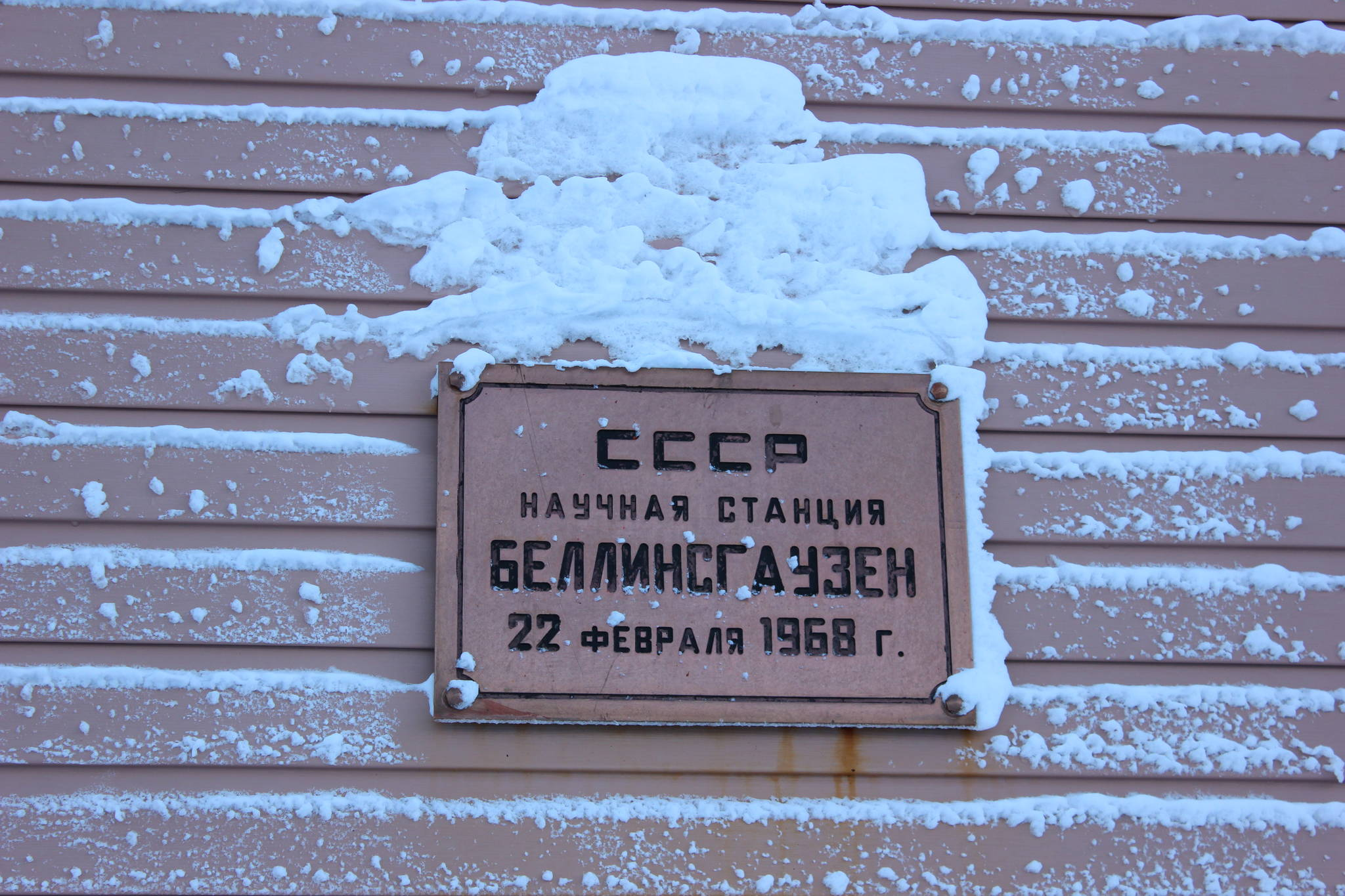
Научная полярная станция Беллинсгаузен
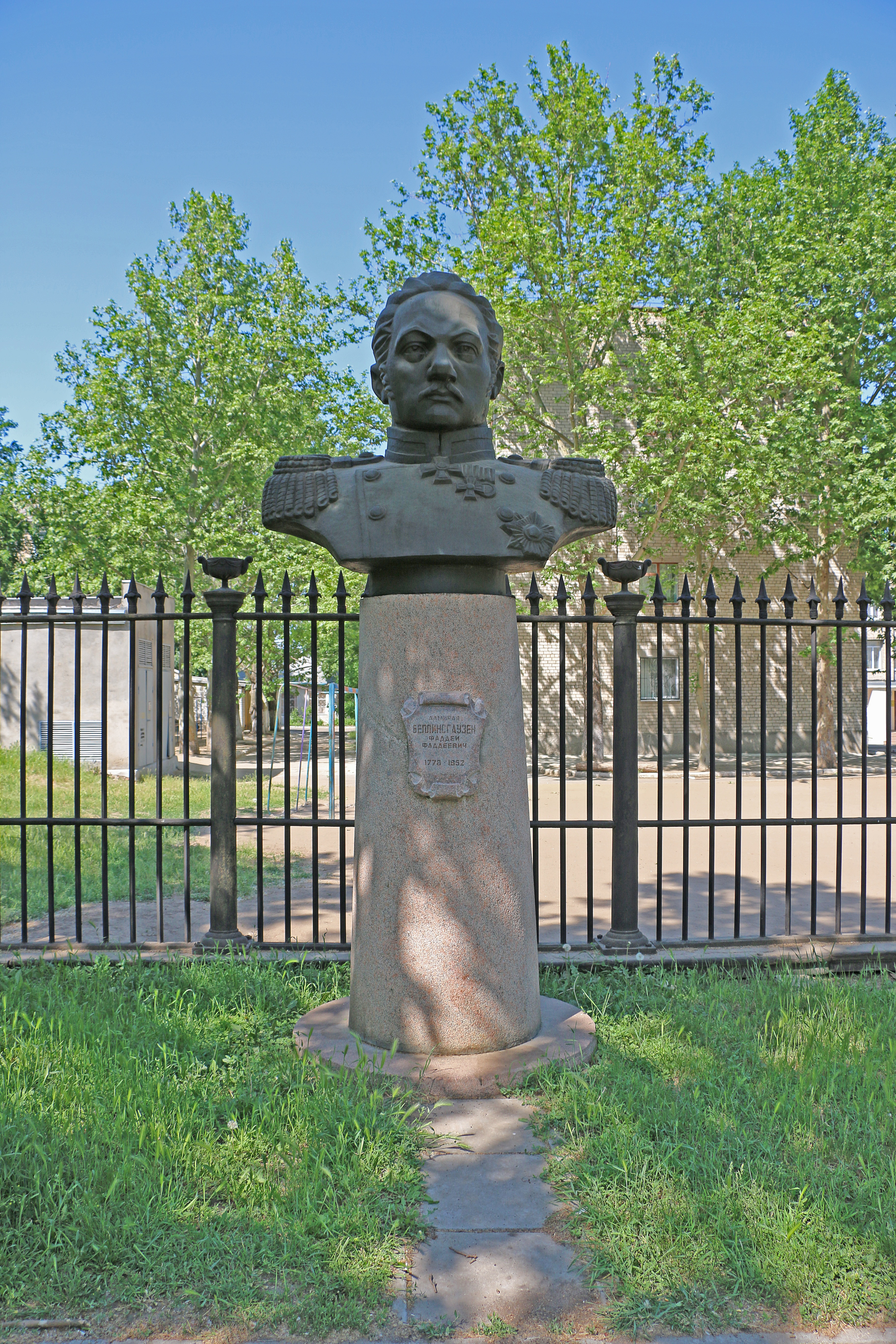
Памятник в Николаеве

## Сочинения
- Беллинсгаузен Ф. Двукратные изыскания в Южном Ледовитом океане и плавание вокруг света в продолжение 1819, 20 и 21 годов, совершённые на шлюпах «Восток» и «Мирный» под начальством капитана Беллинсгаузена, командира шлюпа «Восток». — СПб.: Типография Ивана Глазунова, 1831. — Т. 1, 2.